# U.S. Sassuolo Calcio
Unione Sportiva Sassuolo Calcio ali preprosto Sassuolo je italijanski nogometni klub iz mesta Sassuolo v pokrajini Modena. Ustanovljen je bil leta 17. julija 1920 in trenutno igra v Serie B, 1. italijanski nogometni ligi.
Sassuolo je dolgo časa igral v nižjih italijanskih ligah. Vidnejši uspeh je dosegel šele 27. aprila 2008, ko je pod vodstvom Massimiliana Allegrija napredoval v Serie B, drugo italijansko nogometno ligo. V naslednjih sezonah je Sassuolo igral v tej ligi in imel tudi več priložnosti za napredovanje v 1. ligo. Slednje se je uresničilo po koncu sezone 2012/13, ko je Sassuolo postal prvak druge lige. V letu 2013 pa je osvojil tudi pokal TIM. Najboljšo uvrstitev v Serie A ima s sezone 2015/16, ko je osvojil 6. mesto. S slednjim pa si je klub zagotovil tudi predzadnji kvalifikacijski krog za Evropsko ligo. V kvalifikacijah je bil najprej boljši od švicarskega Luzerna (1-1, 0-3), nato pa še od srbske Crvene zvezde (3-0, 1-1). Tako se je Sassuolo tudi prvič v zgodovini uvrstil v Evropsko ligo. Tam pa je v skupini z belgijskim Genkom, španskim Athletic Bilbaom in avstrijskim Rapid Dunajem osvojil četrto mesto (1 zmaga, 2 remija, 3 porazi). 
Sassuolo ima dva uradna stadiona; za uradne tekme ima Mapei Stadium – Città del Tricolore, ki sprejme 23,717 gledalcev. Za treninge pa ima Stadio Enzo Ricci, ki sprejme 4.008 gledalcev. Barvi dresov sta črna in zelena. Nadimek nogometašev je I Neroverdi ("Črnozeleni").

## Zanimivost
Nogometaši Sassuola imajo črno-zelene drese zato, ker jim je ob formaciji kluba prve drese doniral angleški klub Lancaster Rovers.